# Revolution (serial)
Revolution este un serial de televiziune dramatic științifico-fantastic american creat de Eric Kripke pentru NBC. Este transmis în SUA lunea la ora 10:00 pm/9:00 pm CT, după The Voice, de-a lungul sezonului de televiziune 2012–13 din SUA. Rețeaua TV a comandat acest serial în mai 2012.  Regizorul filmului Iron Man, Jon Favreau, a regizat episodul pilot. Serialul are premiera pe 17 septembrie 2012, la ora 10 PM (SUA).

## Prezentare
Modul nostru de viață depinde în totalitate de energia electrică. Deci, ce s-ar întâmpla dacă pur și simplu nu ar mai funcționa? Ei bine, într-o zi, ca un comutator poziționat pe oprit, lumea este brusc aruncată înapoi în Evul Mediu. Avioanele cad din cer, spitalele sunt închise iar comunicarea este imposibilă, nemaiexistând nicio tehnologie modernă care să ofere o explicație. Acțiunea serialului are loc la 15 ani mai târziu după acest eveniment; viața seamănând cu cea dinainte de revoluția industrială: familii liniștite care atunci când apune soarele aprind felinare și lumânări. Viața probabil că este mai lentă și mai dulce. Dar la marginea micilor comunităților agricole, pericolul pândește. Viața unei tinere femei este schimbată dramatic atunci când o miliție locală sosește și-l ucide pe tatăl ei, care, în mod misterios - și fără știrea ei - a avut cumva de-a face cu întreruperea curentului electric.

## Actori

### Roluri principale
- Billy Burke : Miles Matheson
- Giancarlo Esposito : Capitaine Tom Neville
- Tim Guinee : Ben Matheson
- Maria Howell : Grace
- David Lyons : Bass / Général Monroe
- Zak Orth : Aaron
- J. D. Pardo : Nate Walker
- Graham Rogers : Danny Matheson
- Tracy Spiradakos : Charlie Matheson
- Elizabeth Mitchell : Rachel Matheson
- Daniella Alonso : Nora

### Roluri secundare
- Anna Lise Phillips : Maggie
- Morgan Hinkleman : Charlie jeune
- Michael Stacy : Spencer
- Jesse Kindred : Sentry
- Dan Southworth : Trevor
- Derek Webster[4] : Nicholas

## Lista episoadelor
- 17 septembrie 2012  - Pilot[5], regia Jon Favreau, scenariul Eric Kripke

### Prezentare generală
| Sezon | Sezon | Episoade | Premiera           | Premiera            | Apariție pe DVD și Blu-ray | Apariție pe DVD și Blu-ray | Apariție pe DVD și Blu-ray |
| Sezon | Sezon | Episoade | Premiera sezonului | Sfârșitul sezonului | Regiunea 1                 | Regiunea 2                 | Regiunea 4                 |
| ----- | ----- | -------- | ------------------ | ------------------- | -------------------------- | -------------------------- | -------------------------- |
|       | 1     | 13       | 17 septembrie 2012 | TBA                 | N/A                        | N/A                        | N/A                        |

### Lista episoadelor
| Nr. | Titlu             | Regia       | Scenariul   | Premiera           | Cod producție | Audiență SUA (milioane) |
| --- | ----------------- | ----------- | ----------- | ------------------ | ------------- | ----------------------- |
| 1   | „Pilot”           | Jon Favreau | Eric Kripke | 17 septembrie 2012 | 296830        |                         |
| 2   | „Chained Heat”    |             |             | 24 septembrie 2012 |               |                         |
| 3   | „No Quarter”      |             |             | 1 octombrie 2012   |               |                         |
| 4   | „Lowell, Indiana” |             |             | 8 octombrie 2012   |               |                         |
| 5   |                   |             |             | 15 octombrie 2012  |               |                         |
| 6   |                   |             |             | 29 octombrie 2012  |               |                         |
| 7   |                   |             |             | 5 noiembrie 2012   |               |                         |